# 科隆 (委內瑞拉)
科隆（西班牙語：San Juan de Colón），是委內瑞拉的城鎮，位於該國西南部塔奇拉州，是阿亞庫喬市的首府，面積484平方公里，海拔高度802米，2013年人口36,925，人口密度每平方公里76人。